# Christmas (álbum de Chris Isaak)
Christmas es el noveno álbum de estudio del cantautor estadounidense Chris Isaak, publicado en octubre de 2004 a través del sello discográfico Reprise y su propia imprenta Wicked Game. La publicación del material coincidió con el fin de su programa en Showtime, The Chris Isaak Show.
En los meses previos, estuvo presentando su cover de «Blue Christmas» dentro de su setlist para las presentaciones en vivo. Como promoción, tuvo una presentación especial transmitido por PBS y teniendo como invitados a los cantantes Michael Bublé, Brian McKnight y Stevie Nicks.
Según registros de Nielsen SoundScan en agosto de 2006, el álbum ha vendido 152 000 copias sólo en Estados Unidos.

## Lista de canciones
Todas las canciones escritas y compuestas por Chris Isaak, excepto donde se especifique. 
| N.º   | Título                                             | Escritor(es)                   | Duración |  |
| 1.    | «Rudolph the Red-Nosed Reindeer»                   | Johnny Marks                   | 2:11     |  |
| 2.    | «Have Yourself a Merry Little Christmas»           | Hugh Martin, Ralph Blane       | 3:09     |  |
| 3.    | «Santa Claus Is Coming to Town» (con Stevie Nicks) | J. Fred Coots, Haven Gillespie | 2:30     |  |
| 4.    | «Washington Square»                                |                                | 3:22     |  |
| 5.    | «Blue Christmas»                                   | Bill Hayes, Jay Johnson        | 2:20     |  |
| 6.    | «The Christmas Song»                               | Mel Tormé, Robert Wells        | 2:46     |  |
| 7.    | «Hey Santa!»                                       |                                | 2:43     |  |
| 8.    | «Let It Snow»                                      | Sammy Cahn, Jule Styne         | 2:28     |  |
| 9.    | «Christmas on TV»                                  |                                | 2:18     |  |
| 10.   | «Pretty Paper»                                     | Willie Nelson                  | 2:33     |  |
| 11.   | «White Christmas»                                  | Irving Berlin                  | 2:31     |  |
| 12.   | «Mele Kalikimaka»                                  | Robert Alex Anderson           | 1:55     |  |
| 13.   | «Brightest Star»                                   |                                | 3:03     |  |
| 14.   | «Last Month of the Year»                           | Tradicional                    | 2:13     |  |
| 15.   | «Gotta Be Good»                                    |                                | 2:41     |  |
| 16.   | «Auld Lang Syne»                                   | Tradicional                    | 1:08     |  |
| 39:51 |                                                    |                                |          |  |

| Bonus tracks – Australia |                              |                                   |          |  |
| N.º                      | Título                       | Escritor(es)                      | Duración |  |
| 17.                      | «I'll Be Home for Christmas» | Kim Gannon, Walter Kent, Buck Ram | 2:46     |  |
| 18.                      | «Santa Bring My Baby Back»   | Claude Demetrius, Aaron Schroeder | 2:12     |  |
| 44:49                    |                              |                                   |          |  |

## Personal
Silvertone
- Chris Isaak - voz principal, guitarra, productor.
- Hershel Yatovitz - guitarra, coros.
- Rowland Salley - bajo, coros.
- Kenney Dale Johnson - batería, coros.

Invitados
- Stevie Nicks - voz invitada, percusión.
- Jamie Muhoberac, Jimmy Pugh, Mark Isham, Patrick Warren, Rafael Padilla, Robin DiMaggio, Scott Plunkett - músicos adicionales.
- Bob Joyce, David Joyce, Jon Joyce, Walt Harrah - voces de apoyo.

Apoyo
- Steve Hall - masterización.
- Mark Needham - grabación, mezcla.
- Linda Cobb - dirección de arte, diseño.
- Jeff Lyons - diseño.
- Michael Tsay - fotografía.

## Posicionamiento en listas
| Listas (2004)                  | Mejor posición |
| ------------------------------ | -------------- |
| Estados Unidos (Billboard 200) | 109            |
| Suecia (Sverigetopplistan)     | 56             |

| Listas (2017)           | Mejor posición |
| ----------------------- | -------------- |
| Australia (ARIA Charts) | 26             |